# Широкая Балка (Одесская область)
Широкая Балка (укр. Широка Балка) — село, относится к Беляевскому району Одесской области Украины.
Население по переписи 2001 года составляло 731 человек. Почтовый индекс — 67653. Телефонный код — 4852. Занимает площадь 0,7 км². Код КОАТУУ — 5121084102.

## Местный совет
67652, Одесская обл., Беляевский р-н, с. Мирное, ул. Ленина, 96в

## История
Немецкая колония Карлсталь основана в 1805 г. как овцеводческое имение К. Д. Фича (в честь него и названо). Земли 1702 десятин. Имелась суконная фабрика. В 1821 г. колонию посещал император Александр I. В годы коллективизации организован колхоз имени Блюхера. В 1944 г. все жители немецкой национальности выселены в Вартегау.
В 1946 г. Указом ПВС УССР село Карлсталь переименовано в Широкую Балку.